# Дедни Врх при Војнику
Дедни Врх при Војнику (словен. Dedni Vrh pri Vojniku) је насељено место у општини Војник, Савињска регија, Словенија.

## Историја
До територијалне реорганизације у Словенији био је у саставу старе општине Цеље. Као самостално насељено место, Дедни Врх при Војнику постоји од 2000. године. Настао је издвајањем делова из насеља Иловац, Рове и Франколово.

## Популација
У попису становништва из 2011. године, Дедни Врх при Војнику је имао 19 становника.
| Број становника према пописима | Број становника према пописима |
| ------------------------------ | ------------------------------ |
| 2002                           | 2011                           |
| 18                             | 19                             |

Напомена: Године 2000. настала издвајањем делова из насеља Иловац, Рове и Франколово.